# Teoría gravedad de arcoíris

La teoría de gravedad del Arcoíris sugiere que la gravedad afecta longitudes de onda diferentes en la misma manera que un prisma afecta la luz.

Gravedad de arco iris (o "el arco iris de la gravedad") es una teoría que propone que la gravedad afecta a las longitudes de onda diferentes de la misma manera que un prisma parte luz blanca en el arcoíris. Este fenómeno sería imperceptible en áreas de relativa gravedad baja, como la Tierra, pero sería significativo en áreas de extremada gravedad alta, como un agujero negro. La teoría pretende refutar que el universo tuvo un principio o Big Bang, ya que la teoría del Big Bang pide que todas las  longitudes de onda deben ser impactados por la gravedad a la misma intensidad. La teoría fue primero propuesta en 2003 por físicos Lee Smolin y João Magueijo, y reclamaron ser el puente entre la relatividad general y la mecánica cuántica. Los científicos actualmente están intentando detectar la gravedad de arcoíris en el Gran colisionador de hadrones.